# Jennifer Kendal
Pour les articles homonymes, voir Kendal (homonymie).
Jennifer Kapoor, née Jennifer Kendal à Southport (Merseyside) le 28 février 1933 et morte à Londres (Royaume-Uni) le 7 septembre 1984, est une actrice et productrice de théâtre britannique.

## Filmographie partielle

### Au cinéma
- 1961 : Saptapadi (Marriage Circle) : Desdimona (voix)
- 1965 : Shakespeare Wallah : Mrs. Bowen
- 1970 : Bombay Talkie : Lucia Lane
- 1979 : Junoon : Mrs. Mariam Labadoor (la maman de Ruth)
- 1981 : 36 Chowringhee Lane : Miss Violet Stoneham
- 1983 : Chaleur et Poussière (Heat and Dust) : Mrs. Saunders (The Nineteen Twenties in the Civil Lines at Satipur)
- 1984 : La Maison et le Monde (Ghare-Baire) : Miss Gilby

### À la télévision
- 1984 : Pavillons lointains : Madame Edith Viccary